# 武藤信堯
武藤 信堯(むとう のぶたか、？ - 天文19年〈1550年〉）は、戦国時代の甲斐武田氏家臣・歌人。『武田源氏一統系図』によれば通称は武藤五郎左衛門とされるが、武藤三郎左衛門尉の誤記とする説もある。

## 生涯
甲斐の国人・大井信達の三男。武田晴信（信玄）の生母・大井夫人の兄弟で、兄に信業・信常がいる。後に武田家親族衆・武藤氏を継承した。和歌に優れ、天文15年（1546年）あるいは天文16年に甲斐国を訪れた三条西実澄と交流を持ち、その帰京の際には兄の大井信常とともに見送りをしている。三条西実澄の『甲信紀行の歌』には主君・武田晴信らとともに武藤信堯の和歌5首が採録されている。
『一統系図』によれば、信玄の下で信濃小県郡の村上氏との戦いに参加し、天文19年（1550年）の砥石崩れの際に戦死した。

## 子孫
武藤信堯の子に武藤竹千代丸がいる。永禄年間には「武藤三郎左衛門尉」の活動が見られ、『甲斐国志』ではこれを武藤信堯に比定している。武藤信堯の戦死後、真田昌幸が武藤氏を継承し「武藤喜兵衛」を称していた。
異説として、活動時期から武藤竹千代丸が武藤三郎左衛門尉だと比定する説がある。武藤三郎左衛門尉は叔父の武藤常昭(武藤信堯の弟)から家督を譲られているがまもなく死去したと考えられており、その後に武田氏の他国衆・真田幸綱の子・真田昌幸が「武藤喜兵衛」を称して武藤氏を継承している。
武藤信堯の子、武藤与次(1522年 - 1532年?)が早世した為、武藤喜兵衛(真田昌幸)を養子にしたとされる。(甲斐国志)